# مینا بیسل
مینا بیسل (انگلیسی: Mina Bissell) زیست‌شناس ایرانی آمریکایی است. شهرت وی به خاطر پژوهش دربارهٔ سرطان سینه است. وی در سال ۲۰۰۷ موفق به دریافت جایزه پتزکولر شد. این جایزه به خاطر نتایج پژوهش وی در زمینه توانایی زیرمحیط‌های تغییرات سلولی، تبدیل شدن آنها به تومورها و امکان استفاده از یک سلول سرطانی برای رفتارهای عادی سلول‌ها به وی اهدا شد. بیسل نیز مدتی رئیس انجمن بیولوژی سلولی آمریکا بود.

## زندگی‌نامه
مینا بیسل در تهران متولد شد. پس از اتمام دوره دبیرستان به تشویق یکی از دوستانش به آمریکا رفت و پس از رفتن به کالج برین مایر و کالج رادکلیف در رشته شیمی تحصیلات کارشناسی خود را به پایان رساند. وی پس از آن در مدرسه پزشکی هاروارد به تحصیل در رشته میکروبیولوژی و ژنتیک مولکولی در مقطع دکتری پرداخت.

بیسل در سال ۱۹۷۲ به آزمایشگاه ملی لارنس برکلی پیوست و در آنجا در سال‌های متمادی به عنوان کارشناس‌ارشد بیوشیمی، دانشمند ارشد، مدیر بخش زیست‌شناسی سلولی و مولکولی، مدیر بخش علوم زندگی، و دانشمند برجسته فعالیت کرد. در سال ۲۰۲۰ او برنده جایزه معتبر گاردینر شد.
او عضو فرهنگستان هنر و علوم آمریکا است و برنده جوایزی همچون جایزه ارنست اورلاندو لاورنس، کمک‌هزینه گوگنهایم و مدال افتخاری انجمن سرطان آمریکا شده‌است.